# Marianne Dickerson
Marianne Dickerson (* 14. November 1960; † 14. Oktober 2015) war eine US-amerikanische Marathonläuferin.
1982 wurde sie Dritte beim Grandma’s Marathon. 
Mit einem dritten Platz in 2:33:45 h beim Avon-Marathon 1983 qualifizierte sie sich für die Leichtathletik-Weltmeisterschaften in Helsinki. Dort gewann sie in ihrer persönlichen Bestzeit von 2:31:09 h die Silbermedaille hinter Grete Waitz (NOR) und vor Raissa Smechnowa (URS).
Weitere größere Erfolge waren ihr nicht beschieden. Beim Baltimore-Marathon 1988 siegte sie in 2:41:05.